# Michael Münster

Michael Münster

Michael Münster (* 23. Februar 1901 in Mönchengladbach; † 31. März 1986 in Schwalmtal (Niederrhein)) war ein deutscher Politiker (NSDAP).
Münster besuchte die Volksschule und arbeitete danach als Färber in Finsterwalde. Zum 19. Februar 1927 trat er der NSDAP bei (Mitgliedsnummer 56.778) und wurde 1928 zur Wahl in den Preußischen Landtag aufgestellt, aber nicht gewählt. Bei der Wahl 1932 wurde er in den Preußischen Landtag gewählt und gehörte diesem bis 1933 an. Ab 1933 war er Bürgermeister der Stadt Finsterwalde, außerdem vertrat er ab November 1933 bis zum Ende des NS-Staates den Wahlkreis 5 (Frankfurt (Oder)) im nationalsozialistischen Reichstag.
Münster wurde nach 1933 noch zum Gauinspekteur für das Gebiet 3 (Lausitz) des Gaus „Kurmark“ bestimmt, später war er auch noch ehrenhalber Gauamtsleiter der Gauleitung Kurmark.